# Matthias Braunöder
Matthias Braunöder, né le 27 mars 2002 à Eisenstadt en Autriche, est un footballeur autrichien qui évolue au poste de milieu défensif au SSC Bari, en prêt de Côme 1907.

## Biographie

### En club
Né à Eisenstadt en Autriche, Matthias Braunöder commence le football au SV Sigleß avant d'être formé par l'un des clubs de la capitale, l'Austria Vienne. Le 3 juin 2019 il signe son premier contrat professionnel avec les Veilchen. Il participe à son premier match en équipe première le 26 janvier 2021, lors d'une rencontre de première division autrichienne face au Admira Wacker. Il entre en jeu à la place de Dominik Fitz et l'Austria s'impose par quatre buts à zéro ce jour-là.
Braunöder s'impose en équipe première durant la saison 2021-2022, devenant progressivement un titulaire dans l'entrejeu, où il forme notamment un duo efficace avec son coéquipier et ami Eric Martel. Et malgré les sollicitations de plusieurs clubs européens à l'été 2022, il fait le choix de poursuivre l'aventure avec l'Austria Vienne en prolongeant son contrat le 29 juillet 2022 jusqu'en juin 2025.
Le 25 janvier 2024, lors du mercato hivernal, Matthias Braunöder est prêté au Côme 1907 jusqu'à la fin de la saison avec option d'achat. 
Braunöder marque son premier but pour Côme le 20 avril 2024, lors d'une rencontre de championnat face à Feralpisalò. Titulaire, il participe à la victoire de son équipe par cinq buts à deux.
Après une promotion acquise en Serie A, le club italien lève l'option d'achat d'une valeur d'1 500 000€ le 14 juin 2024,. Matthias Braunöder signe un contrat de trois saisons en Italie.

### En équipe nationale
Matthias Braunöder représente l'équipe d'Autriche des moins de 17 ans, sélection avec laquelle il participe au championnat d'Europe des moins de 17 ans en 2019. Titulaire et capitaine lors de ce tournoi organisé en Irlande, Braunöder prend part aux trois matchs de son équipe, qui avec trois défaites en autant de matchs est éliminée dès la phase de groupe. Au total il joue quatorze matchs pour deux buts inscrits avec les moins de 17 ans entre 2018 et 2019.
Le 12 novembre 2021, Matthias Braunöder joue son premier match avec l'équipe d'Autriche espoirs, face à l'Azerbaïdjan. Il entre en jeu à la place de Thomas Sabitzer, et son équipe s'impose sur le score de trois buts à zéro.
En septembre 2022 il est nommé capitaine de l'équipe d'Autriche espoirs. Il inscrit son premier but avec les espoirs lors de sa première apparition avec le brassard de capitaine, le 23 septembre 2022, lors d'un match amical contre le Monténégro. Il est titularisé et participe à la victoire de son équipe par cinq buts à un en marquant un but après avoir délivré une passe décisive sur l'ouverture du score.